# Apti Bisultanov

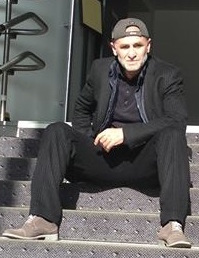
Apti Bisultanov

Apti Bisultanov (* 1959 in Goitschu, Tschetscheno-Inguschische ASSR) ist ein tschetschenischer Dichter. 
Seit Herbst 2002 lebt er im Exil in Berlin. Sein 5000 Einwohner zählendes Heimatdorf wurde im März 2000 von der russischen Invasionsarmee dem Erdboden gleichgemacht.
Er studierte Philologie und arbeitete als Philologe und Dozent. In der Zeit der Unabhängigkeit war er Vizepremier von Tschetschenien. Gegen die russische Armee kämpfte er als Partisan.
1992 erhielt er für sein Poem In Chaibach verfasst, das den Opfern der Deportation unter Stalin gewidmet ist, den tschetschenischen Nationalpreis.
2003 erhielt er in Rotterdam den Preis der Stiftung „Poets of all Nations“; auf der Leipziger Buchmesse stellte er 2004 den im Kitab-Verlag (Klagenfurt-Wien) erschienenen Gedichtband Schatten eines Blitzes (tschetschenisch-deutsch) vor. 2006 erhielt Bisultanov die Auszeichnung Stadtschreiber zu Rheinsberg.
Ende März 2007 wurde sein Asylantrag zunächst abgelehnt. Als Grund hierfür wurde Rücksichtnahme auf die deutsch-russischen Beziehungen vermutet. Nach öffentlichen Protesten wurde Bisultanov schließlich doch noch Asyl gewährt.

## Werke
- Apti Bisultanov: Schatten eines Blitzes (Gedichte, Deutsch-Tschetschenisch), Kitab-Verlag, Klagenfurt-Wien 2004.
- Apti Bilsultanov mit Sabine Amina Richter: Wer ist der Größte, tschetschenische Märchen. Provinz Verlag, Brixen 2005, ISBN 88-88118-26-8.